# ابوالعلاء سودآور
ابوالعلا سودآور (زادهٔ ۲ ژوئن ۱۹۴۵) مورخ هنر ایرانی و کارآفرین سابق است.
ابوالاله سودآور از سال ۱۳۵۴ تا ۱۳۵۸ ریاست گروه صنعتی خاور تهران را بر عهده داشت. گروه صنعتی خاور (KIG) یک شرکت وارداتی با گردش مالی بالا، نماینده عمومی مرسدس بنز در ایران است. KIG پس از سال ۱۹۷۹ ملی شد. ابوالاله سودآور از آن زمان تاکنون در آمریکا زندگی می‌کند.
[[